# Sucumbíos (canton)
Sucumbíos est un canton d'Équateur situé dans la province de Sucumbíos.